# Свети Андрей (Пицунда)
„Свети Андрей Първозвани“ е православна църква в Абхазия, Грузия, катедрала на грузинския патриарх, красив образец на средновековното византийско строителство. Това е голям кръстокуполен храм в центъра на град Пицунда в Абхазия, на територията на Държавния историко-архитектурен резерват „Велики Питиунт“. В миналото е седалище на абхазкия католикос, в него протичат изборите на католикосите и са ръкополагани епископите. По време на СССР е преустроен в концертна зала, каквито функции има и до днес.

## История

### VІ век
Първият храм на това място е построен от император Юстиниан I и по някои данни това е станало след изграждането на катедралата „Света София“ в Константинопол. Според легендата по негова заповед тук е построен първият в Абхазия голям храм, в който през 6 век става масовото кръщение на абхазци. Преданието твърди, че храмът е построен по проект, подготвен за константинополската „Света София“, но останал неосъществен. Съпоставяйки датите се предполага, че храмът в Пицунда е построен между 537 и 565 г.

### Х век
Сградата съществува в продължение близо на 500 години, но в края на 10 век върху основите ѝ е издигнат днешният храм такъв, какъвто е и в наши дни. Обикновено строежът на новата църква се приписва на грузинския цар Баграт III, който през 978 г. получава Абхазкото царство като наследство от майка си. Според други източници това е направено в началото на 10 век от някой от абхазките царе, най-вероятно Гиорги II, по време на когото са издигнати много нови сгради. Но постройките на този владетел са добре известни и винаги надеждно свързани с името му. За сградата на тази църква обаче, не се споменава никъде нищо. Затова се приема, че по-вероятната версия е, че тя да е изградена по времето на Баграт.
От момента на построявянето ѝ църквата става катедрален храм на абхазките католикоси. Тези му функции са запазени до 16 век, когато християнската култура в Абхазия е унищожена, а Пицунда се превръща в езическо селище. Понякога това развитие се свързва с появата край Черно море на турците, но те стъпват там чак през 1578 г. Завладяват за кратко Сухуми, а след това се появяват от време на време, като се интересуват само от този град и околностите му.
През езическата епоха с храма е свързано неочаквано произшествие – куполът му е ударен от мълния. Според езическите вярвания от онова време, всеки предмет, улучен от мълния автоматично се превръща в свещен. Така катедралата става място на поклонение от абхазките езичници.

### ХVІІ – ХІХ век
През 17 и 18 век в Кавказ и по черноморското крайбрежие се появява Османската империя и Пицунда пада под османско владичество. Заради угрозата от турски нападения абхазките католикоси се местят в Гелатския манастир в Грузия и катедралата е изоставена. Появата на османците полага началото на упадъка на града и той почти изчезва от лицето на земята. Величественият пицундски храм запустява, частично е разрушен и разграбен, а стените и куполът обрастват с треви и храсти.
През 40-те години на 19 век, под ръководството на академик В.С. Норов започва възстановяването на Пицундския храм, по италиански образец и ценни фрески са замазани и боядисани в бяло. Реставрацията е завършена през 1869, а след година към катедралата е учреден Пицундският мъжки манастир. По време на Руско-турската война от 1877 – 1878 година храмът е разграбен. От 1875 до Октомврийската революция катедралата функционира като храм на Новоатонския манастир.
През 19 век, заедно с Абхазия, Пицунда влиза в състава на Руската империя. Едва тогава, в средата на века, катедралата е ремонтирана и е осветена като „Успение Богородично“. Вероятно по същото време храмът е „русифициран“, като с мазилка се покриват всички стари фрески на известна височина. След това настъпва съветската епоха и катедралата е закрита окончателно.

### Съветска власт
След установяването на съветска власт през 1917 г. в катедралата е организиран барутен склад, а след това е преработен на стопански. По време на Втората световна война, през 1943 и началото на 1944 г. в него се разполага 248-и стрелкови полк.
През 1970 г. е решено храмът да бъде превърнат в концертна зала и в хода на строителните работи са замазани стенописи от 14 век. Други фрески са разрушени заедно с мазилката, в процеса на работата по подобрението на акустиката на помещението. Въпреки поредицата от разрушителни действия относително добре са съхранени изображението на Христос в купола, 7 фигури на ангели и изображения на шестокрили херувими. Някога сводът на купола е бил украсен с изображенията на всичките 12 апостола, но до нас са достигнали само 10 от тях и то частично. Над олтара частично са запазени по-ранни стенописи, предполагаемо от 12 век. В югозападната част на притвора е запазен стенописът от 15 век.
През 2006 г. на територията на храма археолозите разкопават фундамента и части от стените на патриаршеския дворец.

## Архитектура
Храмът не прилича много на грузинските църкви от 10 век. В него са вложени прекалено много тухли, куполът му не е пирамидален и има три апсиди. Това е класически кръстокуполен, тринефен и триапсиден храм с височина 29 m, дължина 37 m и ширина 25 m. Дебелината на стените достига до 1,5 m.
Единствената му особеност е видът на зидарията. Първите два метра над земята са иззидани от камък, а нагоре следват редуващи се пластове от тухла и камък, като всеки по-горен каменен ред е по-тънък от предхождащия, докато в горната част на сградата каменният слой е съвсем тънък. От друга страна всеки по-горен тухлен ред е по-дебел от аналогичните под него. Заради тази особеност на фасадата храмът е лишен от всякаква външна украса, така популярна в онези времена.
Горната част на стените, вътрешните колони, барабанът и куполът са изградени изцяло от тухли с различен размер. На централната, олтарна апсида, между прозорците, е вложен дебел тухлен кръст. Вътре, в западната част на катедралата са изградени две гробници – на Андрей Първозвани и на Симон Кананит (Зелот). За това свидетелстват разположените под купола фрагменти от изображенията на двамата апостоли.

## Съвременно състояние
От 1970 до 1975 г. сградата преживява поредния ремонт и е превърната в концертна зала. Олтарната част е преработена в сцена, на която е монтиран немски орган, изработен от потсдамската органна фабрика „Александър Шуке“. Той тежи 20 т., висок е 11 m и се състои от 4500 тръби, 59 регистъра, 3 мануали и педалиера. По време на концертите в храма се продават леки алкохолни напитки.
Всички вътрешни стени са измазани отново, но все пак част от стенописите са съхранени. В основното пространство са поставени плюшени кресла и въобще цялата атмосфера е на светски обект. На горното ниво в храма е предвидено доста просторно място за хор, до което се достига по каменно стълбище. Сега тази площ е запълнена с кресла и се ползва като балкон, откъдето се слушат концертите и органа.
Пицундският храм има удивителни акустични качества, благодарение на които звучението на няколко гласа създава илюзията за цял хор. В него ежегодно се провеждат фестивали и конкурси за органна музика, концерти на оперни певци и изпълнения на хоровата капела на Абхазия.
Звуковите вибрации влияят зле на интериора на храма. Под въздействието на мощните акустични вълни стенописите се рушат, цветовете избледняват и се размиват, а фреските се превръщат в безформени петна. Във връзка с това е подета инициатива за преместване на органа на друго място. На 29 юли 2014 президентът на Абхазия подписва разпореждане, с което натоварва Министерството на културата, съвместно с Държавното управление по охрана на историческото и културно наследство да проучат възможността органът да бъде пренесен от храма на друго, определено от тях място.
В наше време сградата е потънала в земята почти на един метър, което е особено видно във вътрешността ѝ. До храма е построена сграда, в която е организиран краеведчески музей, в който освен другото са изложени различни артефакти и образци от мозайки от катедралата. До оградата на резервата е организиран неголям парк. В него, както и из целия град пасят бездомни, изоставени коне.
- Графика от 211 стр. на книгата „Народите на Кавказ и тяхната свобода борба срещу руснаците“ (1848)
- Фреската на купола
- Куполът
- Останки от каменна стена и колони край катедралата
- Страница от Четириевангелието от Пицунда (12 век), открито в катедралата през 1830
- Страница от Четириевангелието от Пицунда (12 век), открито в катедралата през 1830